# Batalha de Rhode Island

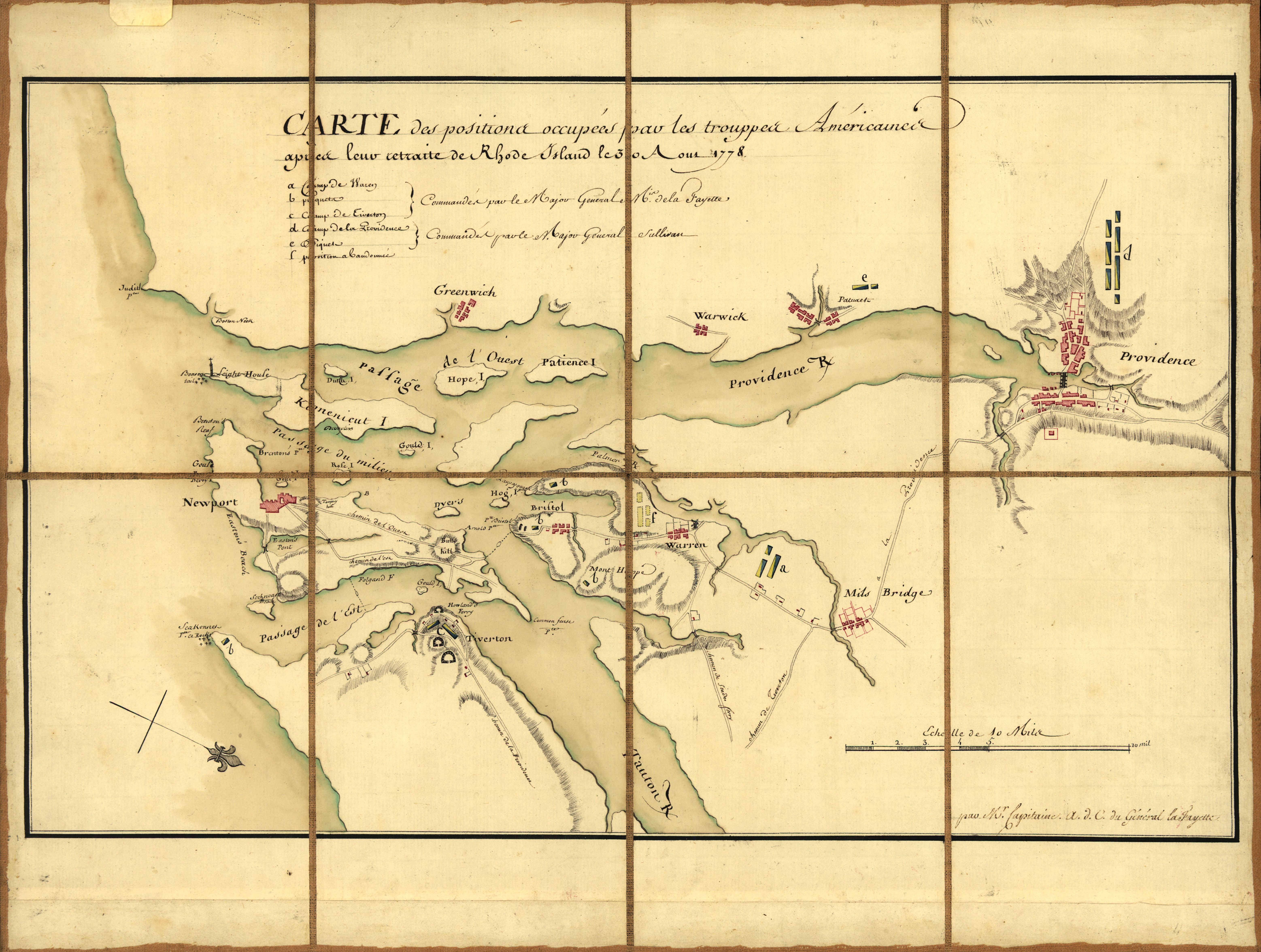
Um mapa militar francês de 1778 mostrando as posições dos generais Lafayette e Sullivan ao redor da Baía de Narragansett em 30 de agosto.

A Batalha de Rhode Island ocorreu em 29 de agosto de 1778. O Exército Continental e as forças da milícia sob o comando do general John Sullivan estavam sitiando as forças britânicas em Newport, Rhode Island, que está situada na Ilha Aquidneck, mas finalmente abandonaram suas cerco e estavam se retirando para a parte norte da ilha. As forças britânicas, em seguida, sortidas, apoiadas por navios da Marinha Real recém-chegadas, atacaram os americanos em retirada. A batalha terminou de forma inconclusiva, mas as forças continentais se retiraram para o continente e deixaram a ilha de Aquidneck nas mãos dos britânicos.
A batalha foi a primeira tentativa de cooperação entre as forças francesas e americanas após a entrada da França na guerra como aliada americana. As operações contra Newport foram planejadas em conjunto com uma frota e tropas francesas, mas foram frustradas em parte pelas difíceis relações entre os comandantes, bem como por uma tempestade que danificou as frotas francesa e britânica pouco antes do início das operações conjuntas.
A batalha também foi notável pela participação do 1º Regimento de Rhode Island sob o comando do coronel Christopher Greene, que consistia de africanos, índios americanos e colonos brancos.